# ويليام إس. بنسون
ويليام إس. بنسون (بالإنجليزية: William S. Benson)‏ هو ضابط أمريكي، ولد في 25 سبتمبر 1855 في ماكون في الولايات المتحدة، وتوفي في 20 مايو 1932 في واشنطن العاصمة في الولايات المتحدة.